# Leiophasma adustum
Leiophasma adustum är en insektsart som först beskrevs av Ludwig Redtenbacher 1906.  Leiophasma adustum ingår i släktet Leiophasma och familjen Anisacanthidae. Inga underarter finns listade i Catalogue of Life.